# Ixora buxina
Ixora buxina är en måreväxtart som beskrevs av Henri Ernest Baillon. Ixora buxina ingår i släktet Ixora och familjen måreväxter. Inga underarter finns listade i Catalogue of Life.